# Табачка
Табàчка е село в Северна България. То се намира в община Иваново, област Русе.

## География
Селото е разположено в един от живописните меандри на река Черни Лом, между селата Пепелина и Червен. Отстои на 30 км от Русе. До селото има асфалтов път, който е в прилично състояние. ЖП спирка „Табачка“ е разположена на разстояние от 7 км от селото. Бивша гара.

## История
Село Табачка е основано от балканджии, които са се заселили покрай реката в края на XVIII век. Носи името си от името на колибите Табач кая (Табашки камък), сега – Сечен камък, Тревненско, откъдето са първите му заселници.

## Културни и природни забележителности
Църква „Свето Успение Богородично“, издигната през 1868 г.
„Водна“ пещера – култов обект с лековит извор от праисторически времена (4300 г. пр. Хр.), антично светилище с надписи по стените на гръцки и латински (III век).
„Тъмна“ пещера – скален скит на монах от XIII-XIV век.
„Църквата“ – скална църква, XIII-XV век.
Руски паметник в двора на църквата, XIX век.
Войнишки паметник, камък, оцветен, майстор М. Косатов, открит 1926 г., построен с дарение от коледарите.